# Ludów Polski
Ludów Polski (niem. Klein Lauden) – wieś w Polsce położona w województwie dolnośląskim, w powiecie strzelińskim, w gminie Strzelin.

## Podział administracyjny
W latach 1975–1998 miejscowość administracyjnie należała do województwa wrocławskiego.

## Zabytki
Do wojewódzkiego rejestru zabytków wpisany jest:
- park pałacowy, z drugiej połowy XIX w.

## Szkoły
We wsi od lat 50. działa średnia szkoła rolnicza, obecnie pod nazwą Centrum Kształcenia Zawodowego i Ustawicznego.